# Vetar i oblak (TV serija)
Vetar i oblak (The Storm Riders ili Wind and Cloud), predstavlja tajvansku televizijsku igranu seriju, baziranu na priči umetnice iz Hongkonga Ma Ving- Šing. Priča prati život i avanture dvojice mladića, Vetra i Oblaka učenika borilačkih veština, koji se svojim specijalnim borbenim tehnikama, bore u cilju osvajanja novih teritorija za Carstvo gospodara Šonga. Sa njima dvojicom je i treći učenik Mraz. Na početku, oni uče i usavršavaju svoje borbene veštine, bore se u ratovima i postaju vođe malih tongova. Polovinom serije, oni shvataju da su deo proro;anstva i marionete u rukama gospodara i njegovo oružje za uništenje. Tada nastaje zaplet i počinje borba za slobodu, čast, snove i ljubav. Vinsent Žao i Piter Ho su glavni protagonisti.
Likovi u seriji imaju svoja odela, karaktere, ljubavne jade, oružja, mačeve za borbu, specijalne tehnike i načine borbe. Za potrebe serije, korišćena je i 3D animacija, prilikom pojavljivanja likova, materijalizacije napada i mitskih bića. Prikazani su i prelepi predeli Tajvana. Serija je prvi put emitovana na CTV-u na Tajvanu 2002. godine i doživela je ogroman uspeh. Druga sezona serije, Vetar i Oblak 2 emitovana je 2004. godine i predstavljala je malo širu priču u odnosu na prvu sezonu, ali nije zabeležila ozbiljniji uspeh.

## Početak
U dalekoj zemlji Vu Lin  , nalazi se bratstvo Šong, kojim upravlja surovi vladar Šong, uz pomoć svog pomoćnika, smotanog Čo- Čoa. Za manje od 10 godina njegovo Carstvo je postalo najmoćnije. Vojsku prikuplja tako što, uzima malu mušku decu iz poraženih teritorija i odvodi ih u kamp za obuku, gde ih regrutuje u svoje vojnike. Jednoga dana u posetu mu dolazi veliki prorok Kameni Buda. On mu otkriva njegovu sudbinu, koja glasi: "Zlatni šaran će iz jezera izroniti, kao zmaj, kad vetar i oblak budu kraj njega". To znači da će vladati celim svetom kad pronađe Vetra i Oblaka, ali to je samo polovina sudbine.
Nakon svega toga, Šong se sreće sa bivšim vladarom Severnog mora, Renom, koji je sada seljak i koji čuva Snežni mač. U borbi Renom, njegova žena biva iskorišćena kao mamac i žrtvovana, a usled besa zbog njene smrti, Ren biva poražen Šongovim najjačim napadom Sila Ći. Napad ga odbacuje do ulaza u pećinu, iz koje se pojavljuje mitsko biće Vatreni Ći Lin, koji ga odvlači u dubine pećine, a za njim trče njegov sin Vetar i sin vladara Južne planine, Južnog Feniksa, Talas. On ih sputava da krenu za njim i ostaju napolju, pa ih Šong vodi sa sobom. U bratstvu Huo, vladar Huo Butian organizuje proslavu povodom predaje prestola svom posinku Oblaku. Na proslavu upada i Šongova vojska, koja ubija sve prisutne, osim Oblaka, koji je mirno sedeo i rezbario drvo.
Priča se nastavlja u bratsvu Šong. Učenici šetaju parkom i nailaze na malog Vetra, Oblaka i Talasa, sa njima je i mala Si. Posle međusobnog koškanja i svađe, nailazi gospodar i traži da mu se predstave, kako bi znao koga treba kazniti, zbog lošeg ponašanja. U tom momentu, shvata da su među decom Vetar i Oblak, pa ih povezuje sa proročanstvom, koje mu je predskazano. On odlučuje da svoje znanje podeli sa troje dece i da ih osposobi posebnim borbenim tehnikama za rat. Mraz ovladava tehnikom "Pesnica mraza", Oblak tehnikom "Pesnica oblaka", a Vetar uspeva da savlada napad "Vetrov napad nogom". To izaziva gnev kod Talasa, koji u tajnosti vredno vežba, kako bi jednog dana mogao da se nametne gospodaru.

## Nastavak priče
Posle nekoliko godina, trojica Šongovih učenika, postaju veliki majstori borilačkih veština i ozbiljni vojnici, koji ratuju za svog gospodara. Sa ratnih pohoda ih dočekuje veliki broj ljudi i organizuju razne proslave, povodom njihovih pobeda. Pošto je carstvo postalo preveliko, gospodar Šong odlučuje da organizuje turnir najboljih boraca, a nagrada će biti, pravo da najbolji postanu vođe tonga. Na tom turniru pored trojice najboljih učenika učestvuju još nekoliko, kao i Talas. Veče pred finalne borbe, Šong poziva Talasa i naređuje mu da namerno izgubi od Oblaka . Talas, to sutradan i čini. Mraz, Vetar i Oblak postaju vođe Tonga. Nakon nekog vremena, Šong uspeva ponovo da pronađe Kamenog Budu i zatraži drugi deo proročanstva, a ono glasi: "Kada zmaj bude na vrhuncu moći, desiće se velika promena. Vetar i Oblak, udružiće se i biti na suprotnoj strani zmaja". Što znači da su Vetar i Oblak znak poraza.
Da bi to sve sprečio, pokušava da zavadi trojicu mladića, sve uz pomoć ženskih srca. Sluškinju Si, koja je zaljubljena u Oblaka, pokušava da oženi Mrazom, ali ona nesrećnim slučajem, smrtno strada tokom borbe između Oblaka i Mraza, od Oblakove ruke. Nakon toga on odlazi sa njenim telom i sahranjuje je u veliku kraljevsku grobnicu. Joro, Šongova ćerka, pokušava da otruje Vetra, ali njena ljubav pobeđuje i ona ne ispunjava očev zadatak. Zbog svega što se izdešavalo, Oblak napada svog gospodara i u toj borbi gubi ruku, a Vetar usled jednog napada ostaje slep. Obojica odlaze, a Mraz ostaje sam, ali zbog par loših koraka, gospodar mu odseca ruku i proteruje ga iz bratstva.

## Ponovno okupljanje Vetra i Oblaka
Dok Vetar pokušava da se oporavi od slepila, kod devojke San, koja divno svira frulu, Oblak stiže u jedno selo, gde sreće devojku Ču Ču i njenog oca kovača, koji ima ruku inficiranu krvlju Vatrenog Ći Lina, zveri koja je ubila Vetrovog oca. Pošto oseća da ruku treba da da Oblaku, on je odseca sebi i operišući, prišiva za Oblakovo telo. Nakon smrti kovača, Oblak i Ču Ču kreću u nove avanture zajedno. Na tom putu bori se protiv Hvatača, inače sina gospodara Šonga. Uspeva da ga pobedi i saznaje od njega da je napustio oca, zbog toga što nikada nije imao vremena za njega. Za to vreme u Šongovom carstvu, stiže pismo i paket. Šong otvara paket i pronalazi masku svog pokojnog sina i njegov mač. Besan zbog smrti, sina prvenca, Šong formira novu grupu svojih najboljih učenika koji sebe nazivaju Nebeska petorka, a nju čine: sestre Lutke ubice, koje se bore sa dve lutke, Kralj maski, koji menja maske na licu, u zavisnosti od njegove snage, Nebeski gurman, ogroman i krupan borac i Čen Vu, ratnik brzih poteza.
Nakon što je uspeo da se izleči od slepila, uz pomoć devojke ''San'', Vetar pokušava da je pronađe, međutim, bezuspešno, pa odlučuje da ode u svoj zavičaj. Tamo zatiče Talasa, koji se moli za svoje pretke. Oni ulaze u pećinu Oblaka, kako bi pronašli Vatrenog Ći Lina, koji je ubio Vetrovog oca. Na njihovo iznenađenje mitsko biće se pojavljuje, a Talas pokušava da se bori protiv njega, uz pomoć svog mača Vatrenog Ći Lina, međutim ne uspeva, pa u celu borbu uvlači Vetra, koji završava pod kandžama strašne zveri, ali uspeva da preživi. Budi se u pećini i nalazi očev Snežni mač, ali sav izmoren, u pećini nalazi krvave bobice, koje mu vraćaju snagu i napušta pećinu i kreće u potragu za Oblakom.
Oblak upoznaje Đian Tena, nosioca Herojskog mača, koji ih svuda prati. On je mlad momak, izuzetnih vrlina i veština, sve ono što bi jedan heroj trebao da poseduje. Dok ih prati, pokazuje zaštitničku nastrojenost prema mladoj Ču Ču. Dok putuju nailaze na Ao Tiana, iz Esnafa mačevalaca i nosioca Dugačkog mača. On mu saopštava da je pozvan na turnir na kome će biti dodeljen Jedinstveni mač, onom ko pobedi na turniru. Na putu, se neprestano bore protiv Šongovih ljudi, ali vidno otrovan mržnjom i željan osvete, Oblak stiže do kraja svog puta. U Esnafu mačevalaca bori se sa Talasom i osvaja Jedinstveni mač. Ali pošto je on izuzetne moći, Oblakovo telo postaje vatreno crveno i vrelo, pa se mač povezuje sa Oblakom i stvara neraskidivu vezu. Za to vreme, Talas zarobljava Đian Tena i Ču Ču. Na prevaru, stavlja tabletu požude u Đianova usta, koja đe u njemu izazvati nekontrolisane emocije prema Ču Ču. Nakon toga, Ču Ču shvata da je iskorišćna i od stida i sramote skače sa litice, a za njom kreće i Oblak, koji tada shvata da je voli. Na sreću, Vetar im pomaže da se spasu. Oni kreću u potragu za Đian Tenom, kako bi ga kaznili za bol koji je naneo Ču Ču  .

## Kraj
Na jednom proplanku Vetar i Oblak pronalaze Đian Tena i Oblak želi što pre da mu oduzme život, ali uspevaju da s njim, razreše problem. Kao nagradu, što su mu poštedeli život, Đian Tenov učitelje, Bi Đina, pomaže im da uvežbaju kombinovani potez, Beskrajna moć kojim će pobediti Šonga. Nakon vežbe, Vetar i Oblak kreću u poslednju, odlučujuću borbu sa zlim Šongom. Oni se sreću sa njim u borbi u kojoj teško ranjavaju Šonga, ali on uspeva da pobegne.
Dok luta šumom nailazi na Đina, koji ga odvodi do kolibe, u kojoj je njegova ćerka Joro. Za to vreme u bratstvu Nebeska petorka pravi plan, kako da zavlada. Pošto je Šong pobegao, ustupaju mesto vladara Talasu, po kojeg će kasnije doći Oblak. U međusobnoj borbi, Talas je smrtno ranjen, pa sestre Lutke ubice, postaju vladari. Na kraju, Oblak i dalje željan osvete pronalazi kolibu u kojoj je Šong. U direktnom napadu, kojim bi usmrtio Šonga, ispred njega staje njegova ćerka Joro i prihvata smrtonosni ubod mača. Kako kaže, to je jedini način da se iskupi za očeve greške. U tom trenutku Šong pada na kolena i moli Oblaka, da mu oduzme život, jer je on čovek, koji je ostao bez ičega. Međutim, Oblakovo srce, prestaje da bude zaraženo mržnjom i osvetom i on odlučuje da poštedi Šonga, koji ostaje sam, kao običan seljak. Na kraju se ispostavlja, da se proročanstvo Kamenog Bude obistinilo.

## Ljubav
Kroz seriju se pored glavnog motiva borbe i moći, nadovezuje se i ljubav. Naime, glavni junaci, tokom serije imaju nekoliko žena koje vole, koje umiru ili koje ostaju sa njima. Vetar je na početku zaljubljen u Ming Jue, princezu grada Blizanaca. Ona mora da se uda za drugog čoveka, kako bi sa njim, uz pomoć mačeva Jin i Jang, izvela potez Romansa grada. Ona to odbija, pa otac njenog budućeg muža, dolazi da je nađe. Međutim, njene emocije su okrenute ka Vetru, pa to mačevi uspevaju da prepoznaju i oni uspešno izvode potez, ali tokom borbe Ming pada sa litice i odlazi u smrt. Nakon toga, Vetar se zaljubljuje u San, devojku, koja mu je pomogla u trenucima, kada je bio slep. Međutim, kada je progledao, ona više nije bila tu, pa je on nastavio da je traži i da se moli za nju. Na kraju, Vetar se slučajno zaljubljuje i u Šongovu ćerku Joro, koja ima zadatak od svoga oca, da ga ubije. Ali, ljubav pobeđuje, pa ona ne uspeva da povredi čoveka koga voli, već odlazi i u kućici na jezeru nastavlja da živi sa sećanjima na njega  .
Oblak je napočetku zaljubljen u sluškinju Si. Naime, on svoje emocije prema njoj, gaji još dok je dečak bio. Pravi joj različite figurice od drveta. Ali kada je porastao, Šong odlučuje da Mraza oženi sa Si. To izaziva gnev kod Oblaka i on pokušava da ubedi Si da pobegnu. Na putu im stoji Vetar koji pokušava da ubedi Oblaka da to ne čini. Međutim, Oblak odbija da posluša Vetra i tada Vetar i Oblak započinju borbu. U tu borbu se umešala i Si, koja staje ispred Vetra kako bi ga odbranila. Nažalost, Oblak je smrtno ranjava svojim udarcem. Na samrti, Si se ipak zahvaljuje Oblaku na svemu što je učinio za nju kao i Vetru i Mrazu. Međutim, takođe priznaje da je oduvek volela Vetra, posle čega umire. Nakon toga, Oblak odlazi sa njenim telom i nalazi predivnu kraljevsku grobnicu napravljenu od žada i tu spušta njeno telo, sa obećanjem da će se vratiti i da će tu počivati zajedno. Nakon toga, vreme provodi sa Ču Ču. Ona je mlada, lakomislena i naivna devojka, koja pokazuje svoja osećanja prema Oblaku, ali on to ne primećuje. Vremenom, njegovo srce prihvata ljubav koju mu šalje Ču Ču i sa njom ostaje da živi do kraja života.

## Muzika
Celokupan utisak, zaokružuju i sjajne muzičke kompozicije. Celokupnu muziku za seriju, uradila je grupa iz Japana X Japan. Zanimljivo je činjenica, da je grupa prestala da postoji, pre nego što je došlo do njene premijere. Pesma za uvodnu špicu, nosi ime kao i serija, dok pesma za odjavnu špicu nosi ime Zauvek i uvek. Pesma simbolizuje sve ljubavne momente u seriji, pa su kao kadrovi za spot, korišćene ljubavne scene iz serije.

## Prikazivanje
Serija je premijerno prikazana na Tajvanu 2002. godine u produkciji CTV. Prva epizoda emitovana je u 20:00 časova i zabeležila gledanost od preko 5 miliona ljudi, što je polovina od ukupnog broja stanovnika. Naredne epizode beležile su gledanost od oko 2,5 do 4 miliona ljudi. Poslednju epizodu prve sezone, pratio je identičan broj gledalaca, kao i premijernu epizodu.
U Srbiji serija je emitovana u junu 2006. godine na Hepi televiziji i to vikendom od 13:00 časova. U novembru 2014. godine, serija je ponovo reprizirana na Pink 2. Međutim, posle nekoliko epizoda, serija je prekinuta sa emitovanjem, zbog tehničkih problema sa slikom i tonom.

## Uloge
| Ime glumca/glumice | Uloga u seriji |
| Vinsent Žao        | Vetar          |
| Piter Ho           | Oblak          |
| Soni Čiba          | Mraz           |
| Vong Hei           | Šong           |
| Ani Vu             | Ču Ču          |
| Čiang Ping         | Joro           |
| Tao Ina            | Si             |
| Li Kui             | Đian Ten       |
| Sun Ksing          | Talas          |
| Hi Dulin           | Čo Čo          |
| Jiang Kuing        | Ming Jue       |
| Čoi Hing- lun      | Ao Tian        |

## Spoljašnje veze
- Prva epizoda serije na Dailymotion/
- Sve epizode na engleskom jeziku/